# Banská kotlina
Banská kotlina je geomorfologickou částí Makovice, podcelku Slanských vrchů. Leží v její jižní části, v okolí obce Banské ve Vranovském okrese. 

## Polohopis
Kotlina se nachází ve střední části Slanských vrchů a zabírá jižní část podcelku Makovica. Jde o vnitrohorskou depresi přibližně čtvercového tvaru, v jejímž středu leží obec Banské. Podcelek Makovica pokračuje západním směrem, severně leží část Banské predhorie. Jižní okraj vymezuje podcelek Mošník.
Území Banské kotliny odvodňuje říčka Olšava, přítok řeky Topľa. Z úbočí teče do centrální části několik potoků, z nichž nejvýznmnější jsou Banský a Črchlinský potok. Olšava pokračuje severovýchodním a později jihovýchodním směrem a vytváří hluboké údolí. Právě jím vede z Vranova nad Topľou přes Banské a Herlianské sedlo do Bidovců silnice II/576.

## Chráněná území
Tato část Slanských vrchů není součástí žádné velkoplošné chráněné oblasti a nenachází se zde ani žádné zvláště chráněné území. Východně leží přírodní památka, roklina Zapikan, západně od kotliny Skaly pod Pariakovou.

## Turismus
Banská kotlina většinou není cílem turistů a územím nevede ani žádná značená trasa. Evropská dálková trasa E3 prochází hřebenem pohoří a nejbližší přístupné místo je v Herlianském sedle, ze kterého se dá pokračovat severním směrem na Makovicu (981 m n. m.) a jižním na Mošník (911 m n. m.). V nedalekých Herľanech se nachází jedinečný Herlianský gejzír.